# Waterworld

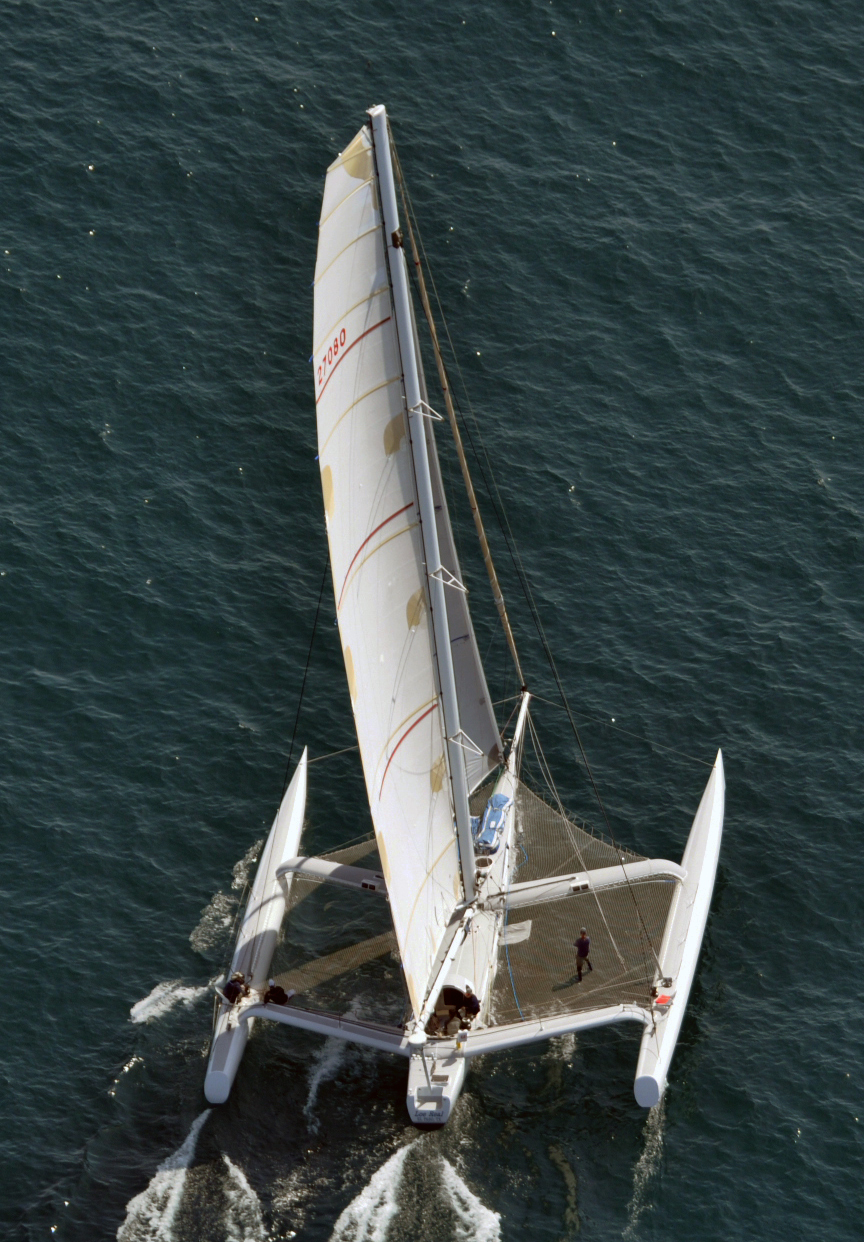
De zeilboot Trimaran Leo Real die gebruikt is in de film

Waterworld is een Amerikaanse futuristische avonturenfilm uit 1995 onder regie van Kevin Reynolds en Kevin Costner, die ook een hoofdrol speelt. Critici noemden de productie met een budget van ongeveer 180 miljoen dollar oorspronkelijk de duurste flop van de eeuw. In realiteit bracht de film in de Verenigde Staten $88 miljoen op, maar liep de omzet wereldwijd alsnog op tot $ 239 miljoen.
Waterworld werd genomineerd voor de Academy Award voor beste geluid, de BAFTA Award voor beste speciale effecten en de Saturn Awards voor beste sciencefictionfilm en beste kostuums. Dennis Hopper won daarentegen de Golden Raspberry Award voor slechtste bijrolspeler en daarnaast waren er nominaties voor de Razzies voor slechtste film, slechtste regisseur (Reynolds) en slechtste hoofdrolspeler (Costner).

## Verhaal
In verre toekomst zijn de poolkappen van de aarde gesmolten en staat de hele wereld onder water. Van de hele mensheid hebben, maar enkele procenten de wereldwijde overstromingen overleefd. Zij leven op zelf met gevonden materiaal in elkaar geknutselde vlotten (atollen) en drijven rond. Ieder vlot vormt zijn eigen stam, die bewoners van andere vlotten als de vijand ziet. De enige contacten die de stammen met elkaar hebben, staan in het teken van ruilhandel en voortplanting, om inteelt te voorkomen.
Een klein groepje mensen is gemuteerd. Zij hebben kieuwen achter hun oren waarmee ze onder water kunnen ademen, en vliezen tussen hun tenen, waardoor ze veel sneller zwemmen dan doorsnee mensen. De naamloze Mariner (Kevin Costner) is een van hen. Wanneer zijn leven wordt gered door het kleine meisje Enola (Tina Majorino) en haar verzorgster Helen (Jeanne Tripplehorn), stemt hij erin toe hen te helpen met zoeken naar het mythische Dryland, het enige gebied op aarde waar nog vaste grond zou bestaan die niet ondergelopen is. Enola is niettemin de sleutel tot het vinden van deze vermeende locatie, waardoor kapers haar in handen willen krijgen.

## Benamingen in de film
- Drifters zijn mannen als de Mariner in de film die spullen verzamelen van de bodem van de zee, en ze dan weer doorverkopen. Ze dolen rond op boten, jachten, catamarans en trimarans. Er is een ongeschreven regel tussen de drifters dat ze iets moeten ruilen als ze elkaar tegenkomen, maar gedreven door hun wanhoop proberen ze vaak van elkaar te stelen. Vele drifters zijn ook krankzinnig geworden door eenzaamheid zoals in de film te zien is.
- Aquatic human mutants zijn mensen die geëvolueerd zijn, of genetisch gemodificeerd zodat ze beter zijn aangepast aan hun omgeving. Ze kunnen onder water ademen door hun kieuwen en hebben vliezen aan hun voeten waarmee ze onmenselijk snel kunnen zwemmen. Hoewel de hoofdrolspeler de enige mutant in de film is, blijkt uit de dialogen dat er meer van zijn soort bestaan.
- Smokers zijn piraten die zich vooral ophouden op olietankers en als enige gemotoriseerde machines hebben zoals jetski's en watervliegtuigen. Ze bekomen hun goederen door het beroven van drifters en atolen. Hun naam hebben ze te danken aan de rook die hun gemotoriseerde voertuigen uitstoten. Ook ziet men smokers met grote regelmaat een sigaret roken.
- Slavers krijgt men in de film niet te zien, maar worden wel vernoemd. Vermoedelijk verhandelen ze mensen als slaven in Waterworld.
- Atollen zijn drijvende dorpjes op zee.
- Border outposts zijn ronddrijvende ruilposten. Ze spreken hun eigen taaltje dat PortuGrieks heet.
- Deez is het schip van de smokers, te weten de Exxon Valdez

## Rolverdeling
| Acteur              | Personage                 |
| ------------------- | ------------------------- |
| Kevin Costner       | Mariner                   |
| Dennis Hopper       | Deacon (diaken)           |
| Jeanne Tripplehorn  | Helen                     |
| Tina Majorino       | Enola                     |
| Jack Black          | piloot                    |
| Michael Jeter       | Gregor                    |
| John Fleck          | dokter                    |
| Gerard Murphy       | The Nord                  |
| R. D. Call          | Atoll Enforcer            |
| Kim Coates          | Drifter #2                |
| Robert Joy          | Ledger Guy                |
| John Toles-Bey      | boordschutter (Ed)        |
| Zitto Kazann        | Atol Ouderling #3         |
| Zakes Mokae         | Priam                     |
| Sab Shimono         | Atol Ouderling #1         |
| Rick Aviles         | Atol poortwachter #1      |
| Leonardo Cimino     | Atol Ouderling #2         |
| Jack Kehler         | Atol Bankier              |
| Robert A. Silverman | Hydroholic                |
| Neil Giuntoli       | Hellfire schutter (Chuck) |
| Sean Whalen         | Bone                      |
| Robert LaSardo      | Smitty                    |
| Lee Arenberg        | Djeng                     |

## Trivia
- Oorspronkelijk was de film bedoeld als een goedkope B-film onder regie van Roger Corman.
- Waterworld was enige tijd na de première de duurste film ooit gemaakt. In de jaren erna werd de film overtroffen door onder meer Titanic uit 1997.